# Raul Barbosa (futebolista)
Raul António dos Santos Barbosa (Faro, 18 de maio de 1972) é um ex-futebolista luso-angolano que atuava como lateral-direito.
Jogou toda sua carreira em clubes de Portugal, tendo começado nas categorias de base de Farense, São Luís e Louletano entre 1983 e 1990. Como profissional, defendeu GD Penha, Padernense, Farense (2 passagens), Boavista, Felgueiras, União da Madeira e Santa Clara. Pelo clube açoriano, não entrou em campo devido a uma lesão na coluna, se aposentando dos gramados em 2000, com apenas 28 anos.

## Seleção Angolana
Pela Seleção Angolana, Raul Barbosa fez sua estreia pelos Palancas Negras na Copa Africana de Nações de 1998, contra a Africa do Sul. Ele também atuou na derrota por 5 a 2 para a Costa do Marfim. A última das 3 partidas do lateral-direito por Angola foi em agosto do mesmo ano, e também terminou com derrota: 2 a 1 frente ao Benin, pela fase preliminar das eliminatórias da Copa Africana de 2000.

## Pós-aposentadoria
Após encerrar a carreira, Raul Barbosa decidiu não continuar ligado ao futebol, passando a trabalhar em uma empresa de hotelaria e restaurações.